# Liailia Achmerova
Liailia Achmerova, född den 1 maj 1957, är en sovjetisk landhockeyspelare.
Hon tog OS-brons i damernas landhockeyturnering i samband med de olympiska landhockeytävlingarna 1980 i Moskva.